# Paula Broadwell
Paula Dean Broadwell (9 de noviembre de 1972) es una escritora, periodista y exoficial militar estadounidense. Sirvió en el ejército por 20 años, con experiencia e inteligencia académica en cerca de 70 países alrededor del mundo.
En 2012 escribió junto a Vernon Loeb All In: The Education of General David Petraeus, una biografía del entonces comandante de la misión Fuerza Internacional de Asistencia para la Seguridad, David Petraeus. Es cofundadora y codirectora de la fundación Think Broader, una firma de consultoría que trata el sesgo de género en los medios de comunicación y en la sociedad en general.
También ha escrito para publicaciones como The New York Times, CNN Security Blog y el Boston Globe. En junio de 2009 y junio de 2011 Broadwell asistió a reuniones sobre política relacionadas con la situación en Afganistán y Pakistán en el edificio ejecutivo Eisenhower, el cual hace parte del complejo de la Casa Blanca.
En 2012, Broadwell generó una fuerte controversia al ser descubierta su relación extramarital con el entonces director de la CIA, David Petraeus.